# Скотт Сінклер
Скотт Сінклер (англ. Scott Sinclair, нар. 25 березня 1989, Бат) — англійський футболіст, нападник клубу «Престон Норт-Енд».
Насамперед відомий виступами за «Свонсі Сіті», «Астон Віллу» та «Селтік», а також молодіжну збірну Англії.

## Клубна кар'єра
Народився 25 березня 1989 року в місті Бат.
Вихованець юнацької команди «Бристоль Роверс».
У дорослому футболі дебютував 2004 року виступами за команду цього ж клубу, в якій провів один сезон, взявши участь лише у 2 матчах чемпіонату.
Своєю грою за цю команду привернув увагу представників тренерського штабу «Челсі», до складу якого приєднався в липні 2005 року. Проте заграти в складі «аристократів» Сінклер не зумів і більшість часу виступав на правах оренди за низку англійських клубів, серед яких лише «Віган Атлетік» грав у Прем'єр-лізі.
До складу клубу «Свонсі Сіті» приєднався 9 серпня 2010 року, підписавши трирічний контракт. Вже в першому сезоні за «лебедів» допоміг клубу вперше в своїй історії вийти до Прем'єр-ліги. Відіграв за валійську команду 82 матчі у національному чемпіонаті.
Влітку 2012 року перейшов до англійського «Манчестер Сіті».

## Виступи за збірні
2005 року дебютував у складі юнацької збірної Англії, разом з якою взяв участь у юнацькому чемпіонаті Європи 2008 року. Всього Сінклер взяв участь у 14 іграх на юнацькому рівні, відзначившись 8 забитими голами.
З 2009 року залучався до складу молодіжної збірної Англії, разом з якою взяв участь у молодіжному чемпіонаті Європи 2011 року. Всього на молодіжному рівні зіграв у 8 матчах і забив один гол.
2012 року захищав кольори олімпійської збірної Великої Британії на Олімпійських іграх 2012 року у Лондоні.

## Титули і досягнення
- Володар Кубка Шотландії (3):

«Селтік»: 2016–17, 2017–18, 2018–19
- Чемпіон Шотландії (3):

«Селтік»: 2016–17, 2017–18, 2018–19
- Володар Кубка шотландської ліги (4):

«Селтік»: 2016–17, 2017–18, 2018–19, 2019–20